# Il mistero di Galatea
Il mistero di Galatea è un film muto girato tra il 1918 e il 1919, scritto e diretto da Giulio Aristide Sartorio, che ne è anche interprete insieme alla moglie Margherita (detta Marga).
Il lungometraggio Il mistero di Galatea è stato girato tra la fine del 1918 e il 1919 nella villa che l'artista si era fatto costruire presso Porta Latina a Roma, denominata Horti Galateae.
Sartorio, alla sua prima sperimentazione nel campo della cinematografia, da lui definita "l'arte veloce", gira su pellicola in 35 mm e la vira a due colori; stilisticamente aderisce ad alcuni dei più noti movimenti culturali del tempo e manifesta la volontà di unificare varie forme creative attraverso il cinematografo.
Nel 1987 la pellicola è stata trascritta su nastro negli stabilimenti di Cinecittà a Roma e la videocassetta è stata proiettata nel 1989 a Montecitorio.